# Paula Weinstein
Paula Weinstein (* 19. November 1945 in New York City;; † 25. März 2024 ebenda) war eine US-amerikanische Fernseh- und Filmproduzentin.

## Leben und Wirken
Die Tochter der Produzentin Hannah Weinstein (1911–1984) und Schwester von Lisa Weinstein wuchs in Europa auf und besuchte später die New Yorker Columbia University. Zunächst war Weinstein im Büro des New Yorker Bürgermeisters beschäftigt und bis 1973 mit der Leitung von Sonderveranstaltungen betraut. Anschließend arbeitete sie bis 1976 in Los Angeles als Agentin der Künstleragenturen William Morris Agency und International Creative Management. Schließlich wechselte sie endgültig in die Filmbranche: Von 1976 bis 1978 war sie bei Warner Bros. die Vizepräsidentin im Produktionsbereich und von 1978 bis 1980 Senior Vice President bei Twentieth Century Fox. 1980/81 war Weinstein Vizepräsidentin und Partnerin der Ladd Company und von 1981 bis 1982 Präsidentin von United Artists. Es folgte eine Beschäftigung bei Columbia Pictures als unabhängige Produzentin und Beraterin (1983/84).
Im Jahr 1984 beteiligte sich Weinstein an der Gründung von WW Productions; 1987 wechselte sie als sogenannte Executive Consultant zur Metro Goldwyn Mayers Worldwide Division. 1990 gründete sie mit ihrem damaligen Ehemann, dem Produzenten Mark Rosenberg (1948–1992), die Produktionsfirma Spring Creek Pictures. Dort blieb sie bis 1998. In diesem Jahr war Weinstein an der Gründung der Baltimore/Spring Creek Productions beteiligt und blieb dort bis 2002. Ab 2003 stand sie als Präsidentin der Spring Creek Pictures in Burbank (Kalifornien) vor. 2013 wurde sie Vizepräsidentin der Filmfirma Tribeca Productions. Weinsteins Schaffen als Produzentin umfasst mehr als 40 Produktionen. Gelegentlich war sie dabei auch für das Fernsehen tätig.
Sie starb am 25. März 2024 im Alter von 78 Jahren in New York.

## Filmografie (Auswahl)
- 1985: Die Sieger – American Flyers (American Flyers)
- 1989: Die fabelhaften Baker Boys (The Fabulous Baker Boys)
- 1993: Flesh And Bone – Ein blutiges Erbe (Flesh And Bone)
- 1993: Fearless – Jenseits der Angst (Fearless)
- 1994: Ein genialer Freak (With Honors)
- 1999: Liberty Heights
- 1999: Reine Nervensache (Analyze This)
- 2000: Der Sturm (The Perfect Storm)
- 2001: Banditen! (Bandits)
- 2002: Reine Nervensache 2 (Analyze That)
- 2004: Neid (Envy)
- 2005: Das Schwiegermonster (Monster-in-law)
- 2006: Blood Diamond
- 2014: Sieben verdammt lange Tage (This Is Where I Leave You)
- 2015: Im Herzen der See (In the Heart of the Sea)